# Goodman Town
Pour plus de détails, voir Fiche technique et Distribution.
Goodman Town (ชุมเสือแดนสิงห์ ตอน กระตุกติ่งเจ้าพ่อ, Chum s̄eụ̄x dæn s̄ingh̄̒ txn kratuk tìng cêāph̀x) est un film thaïlandais réalisé par Sakchai Sribonnam  en 2002.

## Synopsis
Dans un monde désertique à la Mad Max s'affrontent deux puissantes bandes de hors la loi déjantés : celle de la ville de Goodman Town et celle de Dark Commune.
Sua Yai (Grand Tigre), le maître mégalomane et superstitieux de Good Town apprend par un voyant qu'il doit impérativement se marier dans les quatre jours qui suivent sinon le cinquième jour il mourra. Il missionne les quatre mercenaires complètement dingues de la gâchette surnommés les quatre éléments (terre, eau, vent et feu) pour aller chercher sa future femme Ting dans le désert.
Sua Lek (Petit Tigre), le petit frère de Sua Yai aime lui aussi Ting. Jaloux, il veut empêcher le mariage de son frère donc il recrute Yot l'amnésique dit Monsieur Climax, le meilleur des tueurs à gage, pour exterminer les quatre éléments...

## Fiche technique
- Titre anglais : Goodman Town
- Titre original : ชุมเสือแดนสิงห์ ตอน กระตุกติ่งเจ้าพ่อ (Chum s̄eụ̄x dæn s̄ingh̄̒ txn kratuk tìng cêāph̀x)
- Réalisation : Sakchai Sribonnam
- Production : Tanit Jitnukul
- Décoration : Brutus Sattut Pratitson
- Pays d'origine : Thaïlande
- Genre : Action et comédie
- Durée : 105 minutes
- Date de sortie : 30 octobre 2002 en Thaïlande
- Date de sortie en DVD en France : 25 août 2005

## Distribution
- Watchara Tangkaprasert : Monsieur Climax (Yot)
- Archariya Buasuwan : Ting / Pat
- Kampanat Yamwimol : Sua Yai (เสือใหญ่ / Grand Tigre)
- Peter Luis Mioxzee : Din ( ดิน / Terre)
- Pramote Suksatit : Nam ( น้ำ / Eau)
- Kriangsak Klau-Kla : Lom (ลม / Vent, Air)
- Worranant Prom-mol : Fai ( ไฟ / Feu)
- Chatinant Kannasut : Sua Lek ( เสือเล็ก / Petit Tigre)
- Supakorn Kitsuwon